# Dudusa distincta
Dudusa distincta är en fjärilsart som beskrevs av Clayton Dissinger Mell 1922. Dudusa distincta ingår i släktet Dudusa och familjen tandspinnare. Inga underarter finns listade i Catalogue of Life.